# Христианство в Руанде

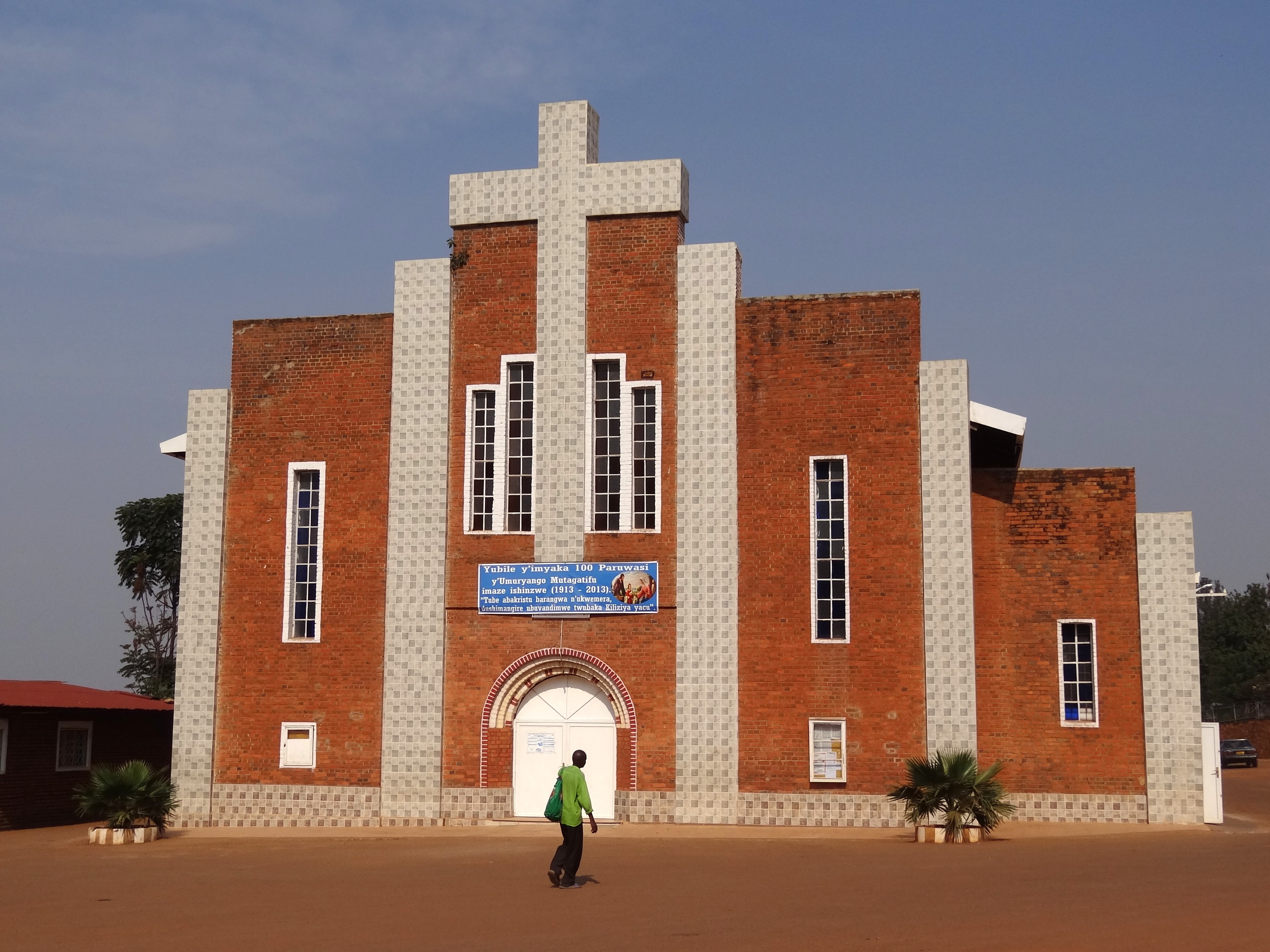
Церковь Святого Семейства в Кигали

Христианство в Руанде — крупнейшая религия в стране. В ходе всеобщей переписи населения в 2002 году к христианству себя отнесли 93,4% руандийцев. Такую же цифру содержит доклад исследовательского центра Pew Research Center на 2010 год.
В 2000 году в стране действовало 7,6 тыс. христианских церквей, принадлежащих 35 различным христианским деноминациям. 

## Католицизм

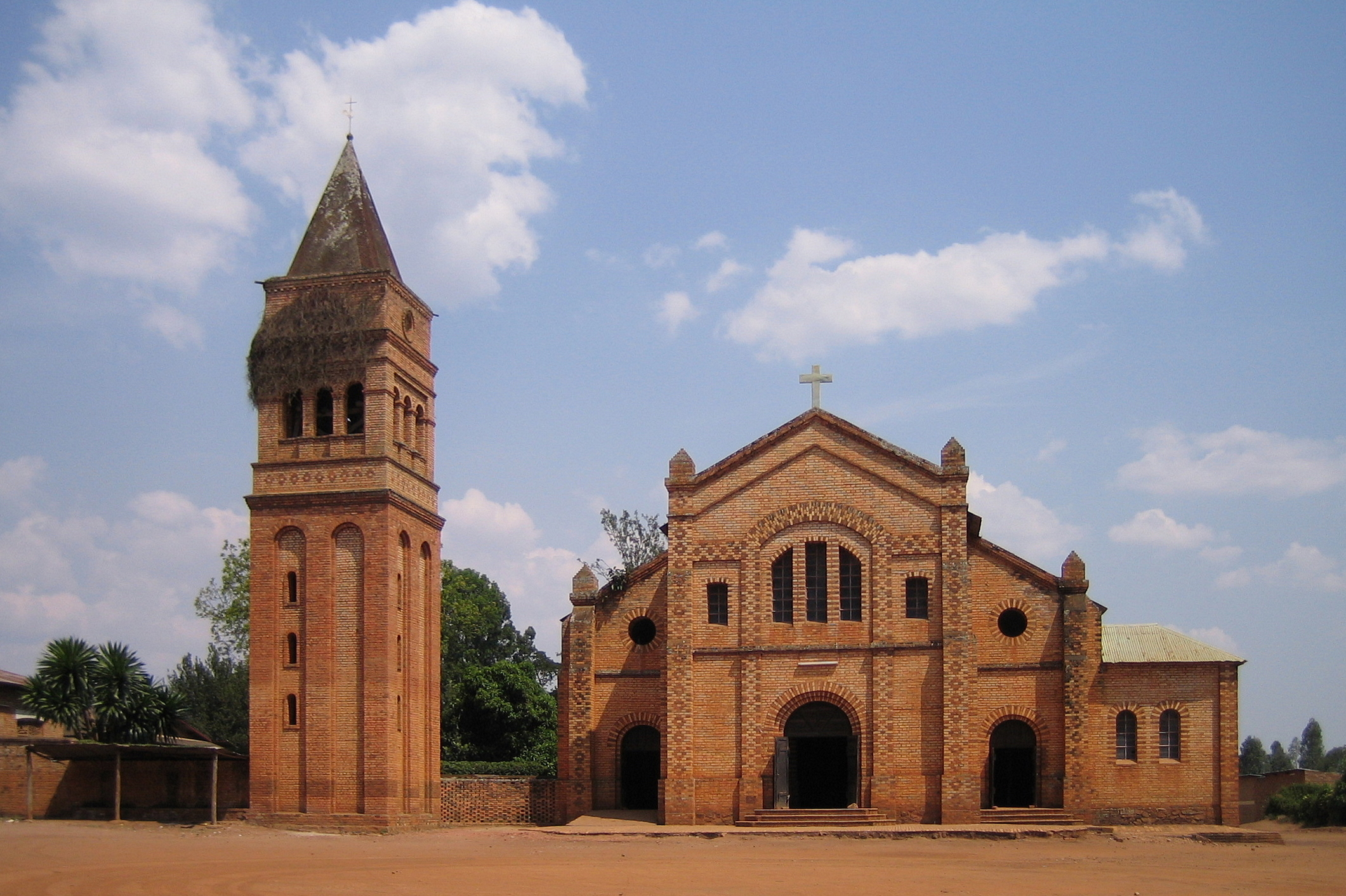
Католическая церковь в Рвамагана

Первыми христианскими миссионерами на территории Руанды были сотрудники католического общества Белых отцов, которые прибыли в регион в 1889 году. С установлением бельгийской администрации католические миссионеры стали советниками бельгийских властей. В 1943 году король Руанды Мутара III Рудахинва принял католическое крещение; его примеру последовала почти вся аристократия королевства. Численность католиков стремительно росла; в 1950 году они составляли 25% населения Руанды, в 1961 - 34%; в 1988 - 50%. В ходе всеобщей переписи 1991 года к католической церкви себя отнесли 62,6% руандийцев. Однако, после геноцида 1994 года доля католиков стала уменьшаться, возможно, в связи с переходом в  протестантизм.
В ходе всеобщей переписи населения в 2002 году к католической церкви себя отнесли 49,5% руандийцев. Такую же цифру содержит доклад исследовательского центра Pew Research Center на 2010 год.

## Протестантизм
Первые протестантские миссионеры (лютеране) прибыли в Руанду в 1907 году. В 1920-х годах к ним присоединились адвентисты, пресвитериане и англикане. С 1938 года в Руанде действуют баптисты, с 1940 — пятидесятники.
В настоящее время крупнейшими протестантскими конфессиями в Руанде являются англикане, адвентисты и пятидесятники (более миллиона последователей каждая). И англикане и адвентисты объединены в одну церковную структуру; пятидесятническое движение представлено несколькими союзами, самым крупным из которых является Ассоциация пятидесятнических церквей Руанды.
В стране действуют церкви других протестантских конфессий — баптисты, пресвитериане, методисты и др.

## Православие
В 1958 году в Руанде появилась община православных греков. Православие также исповедует несколько русских семей. Начиная с 1990-х годов Александрийская православная церковь начала служение среди местного населения. В 2009 году была создана епархия Бурунди и Руанды. В 2012 году епархию возглавил коренной африканец епископ Иннокентий (Бьякатонда); в том же году было анонсировано начало строительство первого православного храма. 
В Руанде также действуют четыре миссионерских прихода Евангелической православной церкви. Церковь зародилась в США и представляет собой харизматическую группу реформированного православия.

## Парахристианские организации
Первые проповедники организации Свидетели Иеговы появились в Руанде в 1970 году; в 1992 году Свидетели Иеговы были признаны правительством Руанды.
В стране также действуют 2 общины мормонов.